# Leonardo Mayer
Leonardo Mayer (Corrientes, 15 de Maio de 1987) é um tenista profissional da Argentina, Leonardo Mayer já foi campeão juvenil de duplas em Roland Garros, em 2005, ao lado de Emiliano Massa. Seu melhor ranking na ATP, veio em 2015, alcançando o posto de 21°.
Em 2009 chegou nas quartas-de-final do ATP de New Haven, e em 2010, chegou na semifinal do ATP de Nice, e nas quartas-de-final dos ATPs 250 de Sydney e ATP de Delray Beach. 
Anuncio sua aposentadoria das quadras no dia 07 de outubro de 2021, aos 34 anos.

## ATP finals

### Simples: 2 (1 título, 1 vice)
| Legenda                           |
| --------------------------------- |
| Grand Slam (0-0)                  |
| ATP World Tour Finals (0–0)       |
| ATP World Tour Masters 1000 (0–0) |
| ATP World Tour 500 Series (1–0)   |
| ATP World Tour 250 Series (0–1)   |

| Finais por Piso |
| --------------- |
| Duro (0–0)      |
| Saibro (1–1)    |
| Grama (0–0)     |
| Carpete (0–0)   |

| Posição | N. | Data              | Campeonato                             | Piso   | Oponente      | Placar                   |
| ------- | -- | ----------------- | -------------------------------------- | ------ | ------------- | ------------------------ |
| Vice    | 1. | Fevereiro 9, 2014 | Chile Open, Viña del Mar, Chile        | Saibro | Fabio Fognini | 2–6, 4–6                 |
| Campeão | 1. | Julho 20, 2014    | German Open, Hamburgo, Alemanha        | Saibro | David Ferrer  | 6–7(3–7), 6–1, 7–6(7–4)  |
| Vice    | 2. | Maio 23, 2015     | Open de Nice Côte d'Azur, Nice, França | Saibro | Dominic Thiem | 7–6(10–8), 5–7, 6–7(2–7) |

### Duplas: 3 (1 títulos, 2 vices)
| Legenda                           |
| --------------------------------- |
| Grand Slam (0–0)                  |
| ATP World Tour Finals (0–0)       |
| ATP World Tour Masters 1000 (0–0) |
| ATP World Tour 500 Series (0–0)   |
| ATP World Tour 250 Series (1–2)   |

| Finais por Piso |
| --------------- |
| Duro (0–2)      |
| Saibro (1–0)    |
| Grama (0–0)     |
| Carpete (0–0)   |

| Posição | N. | Data               | Torneio                                | Piso     | Parceiro        | Oponentes                      | Placar           |
| ------- | -- | ------------------ | -------------------------------------- | -------- | --------------- | ------------------------------ | ---------------- |
| Vice    | 1. | Fevereiro 14, 2010 | SAP Open, San Jose, EUA                | Duro (i) | Benjamin Becker | Mardy Fish Sam Querrey         | 6–7(3–7), 5–7    |
| Campeão | 1. | Fevereiro 20, 2011 | Copa Claro, Buenos Aires, Argentina    | Saibro   | Oliver Marach   | Franco Ferreiro André Sá       | 7–6(8–6), 6–3    |
| Vice    | 2. | Agosto 25, 2012    | Winston-Salem Open, Winston-Salem, EUA | Duro     | Pablo Andújar   | Santiago González Scott Lipsky | 3–6, 6–4, [2–10] |

## Challenger ae Futures finais
| Legenda         |
| --------------- |
| Challengers (5) |
| Futures (0)     |

| N. | Data              | Torneio      | Piso   | Oponente             | Placar        |
| -- | ----------------- | ------------ | ------ | -------------------- | ------------- |
| 1. | Novembro 16, 2008 | Medellín     | Duro   | Sergio Roitman       | 6–4, 7–5      |
| 2. | Julho 31, 2011    | Dortmund     | Saibro | Thomas Schoorel      | 6–3, 6–2      |
| 3. | Outubro 2, 2011   | Napoli       | Saibro | Alessandro Giannessi | 6–3, 6–4      |
| 1. | Novembro 6, 2011  | São Leopoldo | Saibro | Nikola Ćirić         | 7–5, 7–6(7–1) |
| 1. | Novembro 10, 2012 | Guayaquil    | Saibro | Paolo Lorenzi        | 6–2, 6–4      |

## Ligações Externas
- Perfil na ATP